# Az Yet
Az Yet ist eine vierköpfige US-amerikanische R&B-Band. Sie wurde 1990 in Philadelphia gegründet und feierte Mitte der 1990er Jahre mit der Unterstützung des Musikproduzenten Babyface zwei internationale Hits.

## Mitglieder
- Darryl Anthony
- LeDon Smith
- Kris Gilder
- Dante 7

## Werdegang
Ursprünglich wurde Az Yet von Shawn Rivera und Dion Allen als Duo ins Leben gerufen. Später schlossen sich die Sänger Kenny Terry, den die beiden singend in der Empfangshalle des Wyndham Hotels in Philadelphia kennengelernt hatten, und Darryl Anthony der Band an. Einige Demo-Aufnahmen fanden über dessen Schwiegermutter Jacqueline McQuam ihren Weg in die Hände von Babyface. Er war von dem Sound der Band angetan und lud sie ein, als Vorband von After 7 und El Debarge zu spielen.
1996 veröffentlichten Az Yet beim Plattenlabel LaFace Records ihr nach der Band benanntes Debütalbum. Die erste Singleauskopplung Last Night stieg bis auf Platz 1 der US-amerikanischen R&B-Charts und wurde in den USA mit einer Goldenen Schallplatte ausgezeichnet. Mit ihrer zweiten Single Hard to Say I’m Sorry, einer Coverversion des Hits der Band Chicago, konnten Az Yet diesen Erfolg wiederholen. Sie kam bis auf Platz 8 der Billboard Hot 100.
In den folgenden Jahren wechselte die Besetzung mehrmals, nachdem einige Mitglieder die Band wegen kreativer Differenzen verlassen hatten.

## Diskografie

### Studioalben
| Jahr | Titel Musiklabel      | Höchstplatzierung, Gesamtwochen, AuszeichnungChartsChartplatzierungen (Jahr, Titel, Musiklabel, Platzierungen, Wochen, Auszeichnungen, Anmerkungen) | Anmerkungen                          |
| Jahr | Titel Musiklabel      | US | Anmerkungen                          |
| ---- | --------------------- | --- | ------------------------------------ |
| 1996 | Az Yet LaFace Records | US60 Platin · (41 Wo.)US | Erstveröffentlichung: 30. April 1996 |

### Singles
| Jahr | Titel Album                                                 | Höchstplatzierung, Gesamtwochen, AuszeichnungChartplatzierungen (Jahr, Titel, Album, Platzierungen, Wochen, Auszeichnungen, Anmerkungen) | Höchstplatzierung, Gesamtwochen, AuszeichnungChartplatzierungen (Jahr, Titel, Album, Platzierungen, Wochen, Auszeichnungen, Anmerkungen) | Höchstplatzierung, Gesamtwochen, AuszeichnungChartplatzierungen (Jahr, Titel, Album, Platzierungen, Wochen, Auszeichnungen, Anmerkungen) | Anmerkungen                                                                        |
| Jahr | Titel Album                                                 | DE | UK | US | Anmerkungen                                                                        |
| ---- | ----------------------------------------------------------- | --- | --- | --- | ---------------------------------------------------------------------------------- |
| 1996 | Last Night Az Yet                                           | — | UK21 (3 Wo.)UK | US9 Gold · (29 Wo.)US | Erstveröffentlichung: 13. Februar 1996                                             |
| 1997 | Hard to Say I’m Sorry Az Yet                                | DE72 (9 Wo.)DE | UK7 (7 Wo.)UK | US8 Platin · (34 Wo.)US | Erstveröffentlichung: 4. Februar 1997 feat. Peter Cetera; Original: Chicago        |
| 1997 | You’re the Inspiration You’re the Inspiration: A Collection | — | — | US77 (10 Wo.)US | Erstveröffentlichung: 26. August 1997 Peter Cetera feat. Az Yet; Original: Chicago |

## Auszeichnungen für Musikverkäufe
| Goldene Schallplatte - Australien - 1997: für das Album Az Yet - Niederlande - 1997: für das Album Az Yet | Platin-Schallplatte - Australien - 1997: für die Single Hard to Say I’m Sorry - 1997: für die Single Last Night - Neuseeland - 1997: für die Single Hard to Say I’m Sorry |

Anmerkung: Auszeichnungen in Ländern aus den Charttabellen bzw. Chartboxen sind in ebendiesen zu finden.
| Land/RegionAuszeichnungen für Musikverkäufe (Land/Region, Auszeichnungen, Verkäufe, Quellen) | Gold     | Platin     | Verkäufe  | Quellen                   |
| -------------------------------------------------------------------------------------------- | -------- | ---------- | --------- | ------------------------- |
| Australien (ARIA)                                                                            | Gold1    | 2× Platin2 | 175.000   | aria.com.au               |
| Neuseeland (RMNZ)                                                                            | —        | Platin1    | 10.000    | aotearoamusiccharts.co.nz |
| Niederlande (NVPI)                                                                           | Gold1    | —          | 50.000    | nvpi.nl                   |
| Vereinigte Staaten (RIAA)                                                                    | Gold1    | 2× Platin2 | 2.500.000 | riaa.com                  |
| Insgesamt                                                                                    | 3× Gold3 | 5× Platin5 |           |                           |